# 玛莱卡·米哈姆博

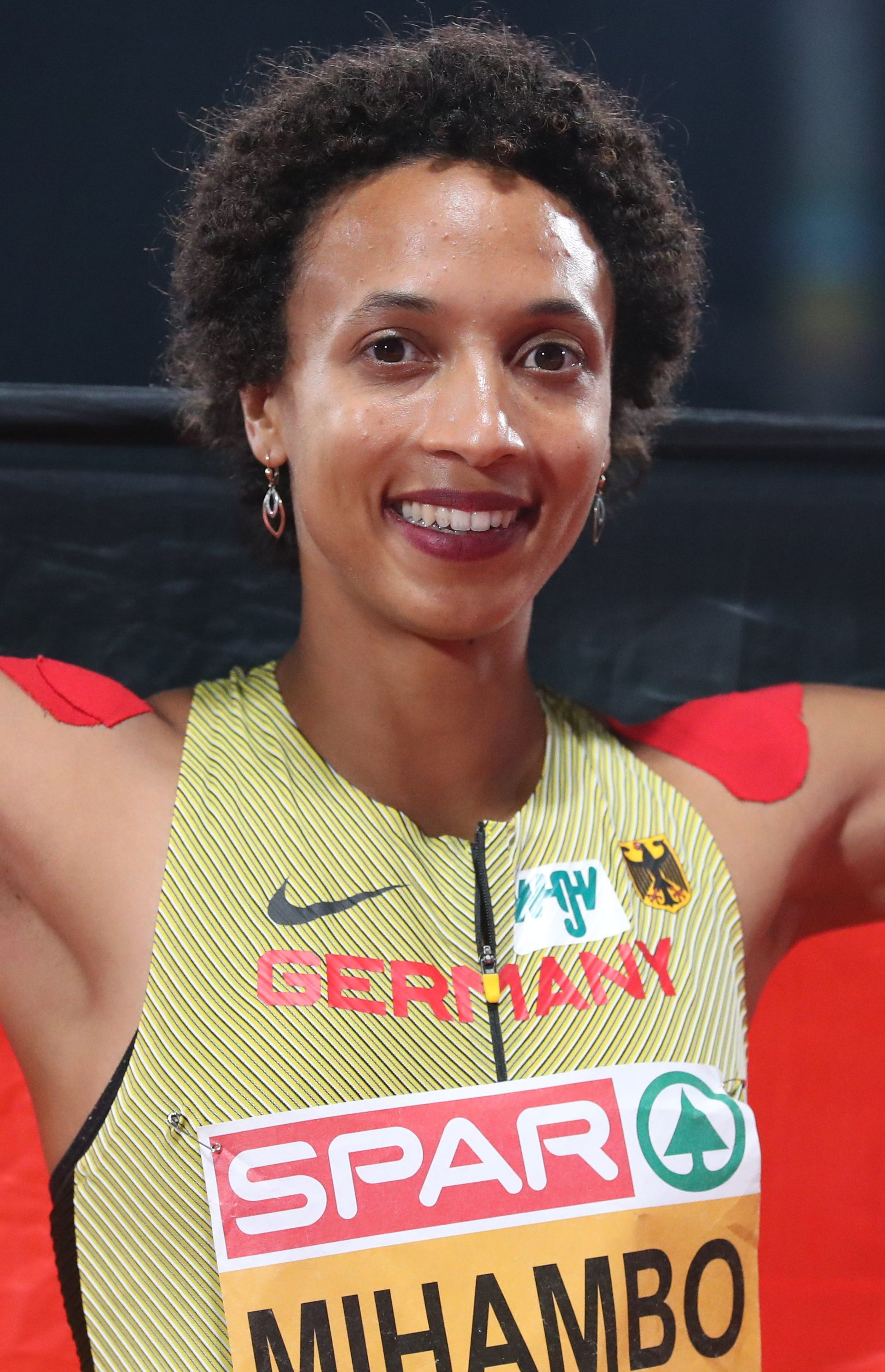
玛莱卡·米哈姆博（2022年）

玛莱卡·米哈姆博（德語：Malaika Mihambo，1994年2月3日—）是一名德国田径运动员，她曾获得2019年世界田径锦标赛女子跳远冠军、2020年夏季奧林匹克運動會女子跳遠金牌。

## 个人生活
她的母亲是德国人，她的父亲是来自桑给巴尔的坦桑尼亚人。她在曼海姆大学学习政治科学。